# Iglesia de Bzipi
La iglesia de Bzipi (en georgiano: ბზიფის ტაძარი; en abjasio: Бзыԥтәи аныхабаа) un edificio religioso de la iglesia ortodoxa georgiana en el pueblo de Bzipi, en el distrito de Gagra de la de facto independiente República de Abjasia, aunque su estatus de iure está dentro de la República Autónoma de Abjasia, parte de Georgia. Está situada en la orilla derecha del río Bzipi y su origen data de los siglos IX o X.

## Arquitectura
La fortaleza, construida sobre un bloque de piedra caliza bien procesada, tiene torres, contrapartes y puertas semicirculares. La fortaleza fue colocada estratégicamente para proteger el valle de Bzipi. Las ruinas de la iglesia están ubicadas en la parte superior de la fortaleza en ruinas; la parte inferior una vez fue cruzada por un viejo camino. 
La iglesia es un gran diseño abovedado en forma de cruz inscrita, con tres ábsides proyectantes. Sólo sobreviven las ruinas de los muros cubiertos de bloques de piedra tallada. En su arquitectura, el templo de Bzipi es similar al de la iglesia de Gantiadi. Al este de la iglesia, se pueden ver los restos de una iglesia más antigua. La iglesia puede haber servido como sede al obispo de Soterioupolis dentro de la organización religiosa del Imperio bizantino.
  

Georgia ha inscrito a la iglesia en la lista de Monumentos culturales de importancia nacional y reportó un estado inadecuado de conservación. 

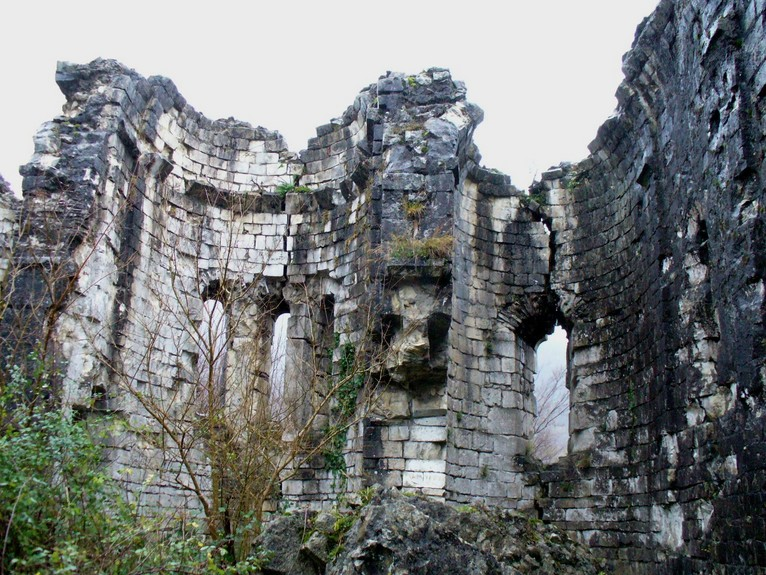
Ruinas de la iglesia de Bzipi en 2006
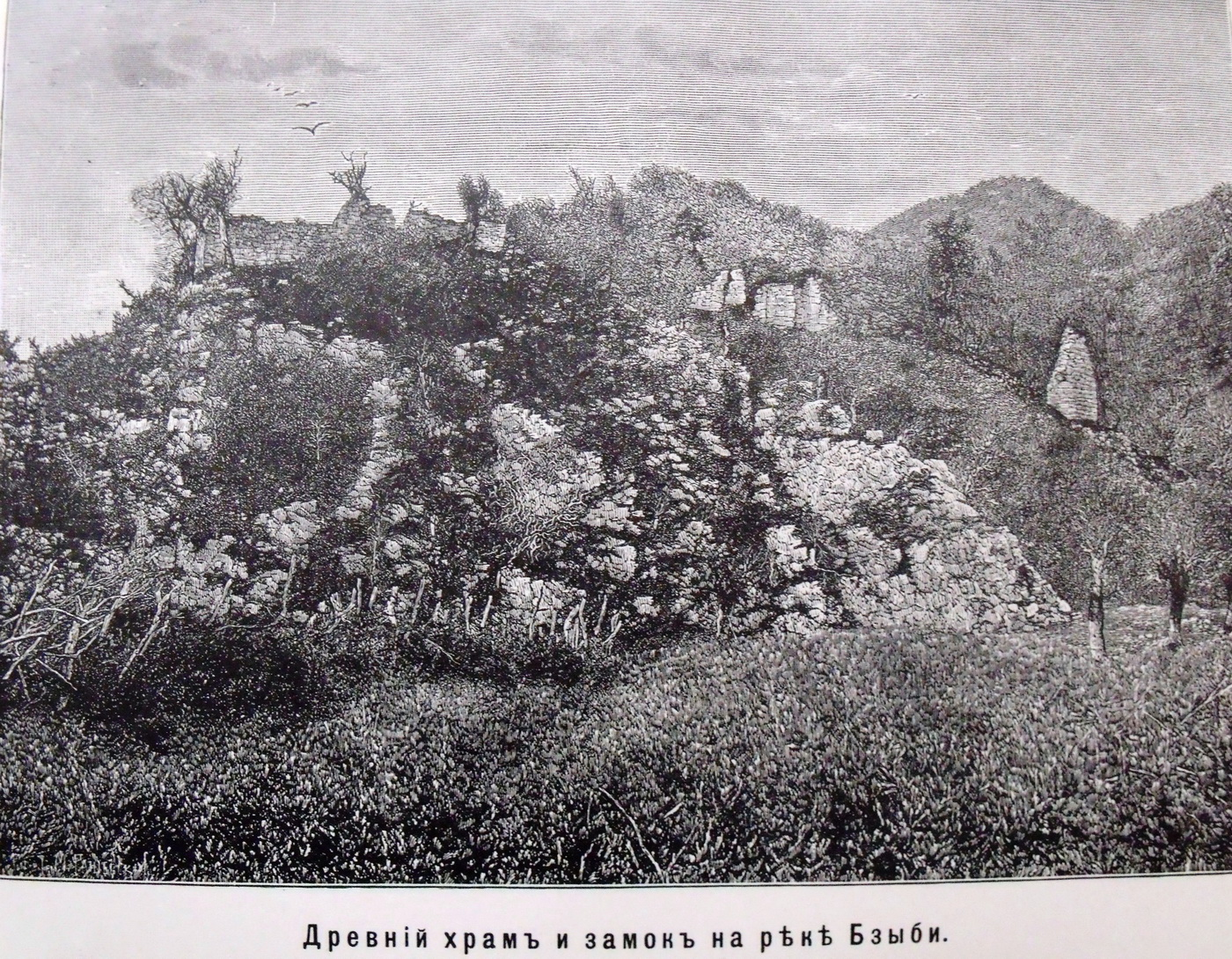
Iglesia de Bzipi en 1899